# Aimé Bonifas
Pour les articles homonymes, voir Bonifas.
Aimé Bonifas, né le 26 janvier 1920 à Tirman en Algérie et mort le 31 août 2013 à Nîmes, est un essayiste, pasteur protestant et résistant français.

## Biographie
Issue d'une famille aveyronnaise installée en Algérie française en 1905, Aimé Abel Bonifas naît le 26 janvier 1920 à Tirman. Fils d'un agriculteur, septième de sa fratrie, il est élevé par ses tantes dans le Tarn. Scout puis membre de l'Union chrétienne de jeunes gens (dont il est secrétaire nationale) et de l'Fédération française des associations chrétiennes d'étudiants, il obtient une licence à la Faculté de droit de Montpellier (1941). En 1942, il passe un semestre de stage à l'École des cadres d'Uriage. 
Dès novembre 1940, il entre en résistance et participe avec Henri Teitgen à l'organisation du mouvement Liberté, ancêtre de Combat. Il s'y occupe de propagande et de renseignement. En juin 1943, alors qu'il essaie de se rendre en Algérie par l'Espagne, il est arrêté par les Allemands à Aulus-les-Bains. Emprisonné à Toulouse puis au camp de Royallieu, il est déporté au camp de Buchenwald en septembre, où il reste jusqu'en avril 1945 : ayant réussi à s'évader, il rejoint Nîmes dès le mois de mai. Il publie rapidement son témoignage, Détenu 20801 (réédité en 1966).
De 1945 à 1948, il entreprend des études de théologie. Il devient pasteur aux Ollières (1948-56), Pau (1956-68) et Perpignan (1968-74), puis secrétaire exécutif de la Conférence des Églises protestantes des pays latins d'Europe (1974-82). Intéressé par le protestantisme en Espagne, il appartient au comité de Pro Hispania jusqu'en 1961, puis le préside jusqu'en 1977. Il participe à la rédaction de L'Étoile du matin.
Président d'honneur de la Fédération nationale des déportés et internés résistants et patriotes, il reçoit l'Otto-Nuschke-Preis pour la paix. Militant de l'Action des chrétiens pour l'abolition de la torture, il fonde la section nîmoise d'Amnesty International. Élu à l'Académie de Nîmes en 1982, il préside la société en 1988. Il renonce à son siège en 2009. 
Il meurt en août 2013, à l'âge de 93 ans.
En octobre 2014, un hommage lui est rendu au lycée Alphonse-Daudet. En 2019, ses archives sont confiées par ses deux filles aux Archives départementales du Gard,,.

## Décorations
- Officier de la Légion d'honneur[3].
- Commandeur de l'ordre national du Mérite[3].
- Titulaire de :
  - la croix de guerre 1939-1945[3] ;
  - la croix du combattant volontaire de la Résistance[3] ;
  - la médaille de la déportation et de l'internement politique[3] ;
  - la médaille des évadés[3] ;
  - la médaille militaire[3].

## Ouvrages
- Détenu 20801 : témoignage sur les bagnes nazis, Neuchâtel, Delachaux et Niestlé, 1946 (BNF 35539211).
- Matamoros (1834-1866), l'aube de la seconde réforme en Espagne, Clarac, Pro Hispania, 1967 (BNF 32928230).
- Quand fleurit l'amandier : les protestants d'Espagne, Saint-Germain-en-Laye, Les Bergers et les Mages, 1976 (BNF 34696252).
- Les Protestants nîmois durant les années noires (1940-1944), Montpellier, Les Presses du Languedoc, 1993  (ISBN 2-85998-117-9).
- Avec Horsta Krum (de), Les Huguenots : à Berlin et en Brandebourg, de Louis XIV à Hitler, Paris, Éditions de Paris, 2000  (ISBN 2-905291-99-0).
- « Il fit route avec eux » : notes de prédication, Maisons-Laffitte, Ampelos, 2010  (ISBN 978-2-35618-033-9)  — publié une première fois à compte d'auteur en 1982.